# Абрагам Дербі III
Абрагам Дербі ІІІ (англ. Abraham Darby III) (24 квітня 1750, Колбрукдейл, Шропшир — 20 березня 1791) — англійський промисловець, син Абрагама Дербі ІІ. Відомий як будівник Залізного Мосту на річці Северн біля Колбрукдейлу у 1776–1779 роках, виготовленого цілком з виливаних чавунних деталей.

## Біографія
Народився 1750 року у місті Колбрукдейл. Навчався у школі у місті Вустері. З 1768 року, у віці 18 років, стає головою чавуноливарного виробництва у Колбрукдейлі. Як і його дід та батько був квакером.
За твердженнями англійських істориків, вживав різноманітних заходів для покращення становища своїх робітників. Купував ферми для забезпечення харчами своїх робітників, будував житла для них, давав зарплатню, більшу за ту, що була на навколишніх підприємствах, наприклад, на шахтах.
У 1776–1779 роках побудував найбільшу чавунну споруду своєї епохи — Залізний Міст на річці Северн біля Колбрукдейлу, перший у світі залізний (чавунний) міст (з прогоном 31 м і височиною над водою 12 м). 1787 року Абрахам Дербі ІІІ отримав від Товариства мистецтв золоту медаль за модель цього мосту. Біля мосту виросло село Айронбрідж.
У грудні 1776 року одружився з Рібекою Сміт. В них було семеро дітей, з яких лише четверо дожили до юнацьких років. Його сини Френціс (1783–1850) і Річард (1788 — 1860) були пов'язані з роботою металургійної компанії Колбрукдейл Кампані.
Не стало у віці 41 року у місті Мейдлі, похований у Колбрукдейлі.

## Пам'ять
У місті Телфорд одна з середніх шкіл на честь Абрахама Дербі названа його ім'ям. Девід Морзе присвятив йому роман у стилі фентезі «Залізний міст», 1985 року одному з нових виведених сортів троянд було надано ім'я Абрахам Дербі (англ. Rosa 'Abraham Darby').